# Auburn (Nebraska)
Auburn település az Amerikai Egyesült Államok Nebraska államában, Nemaha megyében, melynek megyeszékhelye is. Lakosainak száma 3470 fő (2020. április 1.).

## Népesség
A település népességének változása:

| 2010 | 3 460 |
| 2020 | 3 470 |